# Rochia albă de dantelă
Rochia albă de dantelă este un film românesc de dragoste din 1989 regizat de Dan Pița. În rolurile principale joacă actorii Diana Gheorghian, Claudiu Bleonț, Alexandru Repan și Andrei Finți.

## Rezumat
Filmul prezintă povestea a trei bărbați, un medic, un fotbalist și un sculptor care încearcă să câștige dragostea unei femei, o desenatoare de modele care suferă de o maladie incurabilă. 

## Distribuție
- Diana Gheorghian — Doina, creatoare de rochii de mireasă, șefa controlului tehnic de calitate a unei fabrici de confecții (menționată Diana Ghiorghian)[2]
- Claudiu Bleonț — dr. Iuga, medicul tânăr, fostul coleg de liceu al Doinei
- Alexandru Repan — Valeriu Șerban, sculptor afemeiat, profesorul de desen al Doinei și al dr. Iuga
- Andrei Finți — Mitică Filimon, fotbalist, concubinul Doinei, tatăl celor doi copii
- Imola Gáspár — Maricica Mastacan, ingineră textilistă, șefa Doinei (menționată Imola Gașpar)
- Ilinca Goia — Marta, laborantă chimistă, colega de salon a Doinei, poreclită „fata cu chibriturile”
- Manuela Hărăbor — Mia, fotomodel, colegă de serviciu a Doinei
- Claudia Nicolau — Pia, fotomodel, colegă de serviciu a Doinei
- Gabriel Costea
- Ion Haiduc — Jean, bișnițar, soțul Aglaiei (o pacientă tratată de dr. Iuga)
- Carmen Enea — asistentă medicală
- Eugen Mazilu
- Mircea Constantinescu — medic, coleg al dr. Iuga
- Vasile Gherghilescu
- Gheorghe Cojocaru
- Andrei Egli — băiatul Andrei, fiul Doinei și al lui Mitică
- Iuliana Stoianescu — fetița Iuliana, fiica Doinei și a lui Mitică

## Producție
Filmul este produs de Casa de filme Patru și distribuit de Româniafilm.

## Primire
Filmul a fost vizionat de 393.955 de spectatori în cinematografele din România, după cum atestă o situație a numărului de spectatori înregistrat de filmele românești de la data premierei și până la data de 31 decembrie 2014 alcătuită de Centrul Național al Cinematografiei.

## Premii
- 1989 - ACIN - Premiile pentru imagine, coloană sonoră, montaj
- 1990 - Costinești - Premiile pentru imagine, interpretare feminină (Diana Gheorghian) și costume